# Francesco Caputo
Francesco Caputo (Altamura, 6 de agosto de 1987) é um jogador de futebol que atua como atacante. Atualmente joga no Empoli.